# Száncsi buddhista emlékek
Száncsi (hindi nyelven: सांची, angolul: Sanchi) India legszebb fennmaradt buddhista műemlékei Madhja Prades szövetségi államban találhatók. 1989 óta az UNESCO kulturális világörökségének része. 
Száncsi a mai Bhopáltól kb. 50 km-re keletre található és a világ buddhista művészetének egyik legfontosabb központja. Bár Gautama Buddha soha nem járt itt, Asóka császár, aki uralkodása alatt az i. e. 3. században a  buddhizmust államvallássá emelte,  utolérhetetlen vallási műemlékegyüttest  létesített a területen. Ezt a helyet választotta  legszebb építményei helyéül, mert felesége itt már korábban kolostort alapított, és Uddzsaín, a vallási központ is a közelben volt. Innen indult Mahéndra, Asóka fia Ceylonba, hogy terjessze a buddhizmust. 
A buddhizmus indiai hanyatlását követően Száncsi és templomai  évszázadokig feledésbe merült. Mivel senki nem emlékezett rá, a hely akkor is megmenekült, amikor a mogul uralkodó  Aurangzeb,  a 17. század második felében csapataival   átviharzott a vidéken. Száncsit végül 1818-ban fedezték fel újra, de helyreállítása csak mintegy száz év múlva kezdődött meg. 

## Műemlékei
Száncsi műemlékei egy 91 m magas dombtetőn állnak az erdők felett. Műemlékei a Kr. e. 3. századtól a 7. századig létesültek. Asóka a becslések szerint 84 ezer sztúpát épített, ebből nyolcat Száncsiban, amelyből három maradt meg. Továbbá találhatók még itt finom művű kerítések és oszlopok, kolostorok, gupta és maurja templomok, 7. századi szentély, templom és kolostor maradványai. Az itt fellelhető műemlékeken keresztül a buddhista művészet fejlődésének mintegy 1000 évét lehet áttekinteni. 
A fő emlékmű, a Nagy Sztúpa a 2. században készült. Hatalmas, félgömb alakú, 30 méter átmérőjű, magassága kb. 12,8 méter. Viszonylag teljes épségében maradt fenn díszes kapuival együtt. A Nagy Sztúpa magába zár egy Asóka által emelt kisebb sztúpát. A Nagy Sztúpa tetején levő háromszintes ernyő a mennyország három régióját jelképezi. A Sztúpát egy közvetlenül rátámaszkodó lépcsős folyosó veszi körül, s nem messze ettől négy kupolás védőfal húzódik, a négy kapu a négy világtáj irányára utal. A sztúpához vezető főbejárat alatt egy magas, oroszlánok alakjaival koronázott oszlop áll. 
A Nagy Sztúpát leginkább a négy kapu teszi híressé, amelyet az állati és emberi világból vett gazdag motívumok díszítik és a szó szoros értelmében elborítják a faragások. Az egyes alakok úgy zsúfolódnak egymásra, mint a keleti mesék képei és alakjai. Legfelül középen a törvény szent kereke látható, a gerendák szélein szárnyas oroszlánok ülnek, mellettük és alattuk nőalakok, akik az alacsonyabb rangú szellemeket testesítik meg. A pilléreken a keretbe foglalt növényi motívumok csendélete, pávák és lovasok találhatók, valamint a Garuda madár. A három keresztgerendát domborművek díszítik: a felső gerendán elefántok borulnak le egy fügefa előtt, a középsőn egy szent fa imádása és egy törpe-nemzetség alakjai láthatók, míg a legalsó gerenda domborművei a vadászatra vonuló királyt és a remetékkel való találkozását mutatja. Láthatók a Buddha életéből vett jelenetek. Bár Buddhát nem ábrázolták emberi formában - hogy az esetleges bálványimádást elkerüljék - csupán a lába nyoma, a szent fügefa vagy a Tan kereke szimbolizálta.

## Galéria

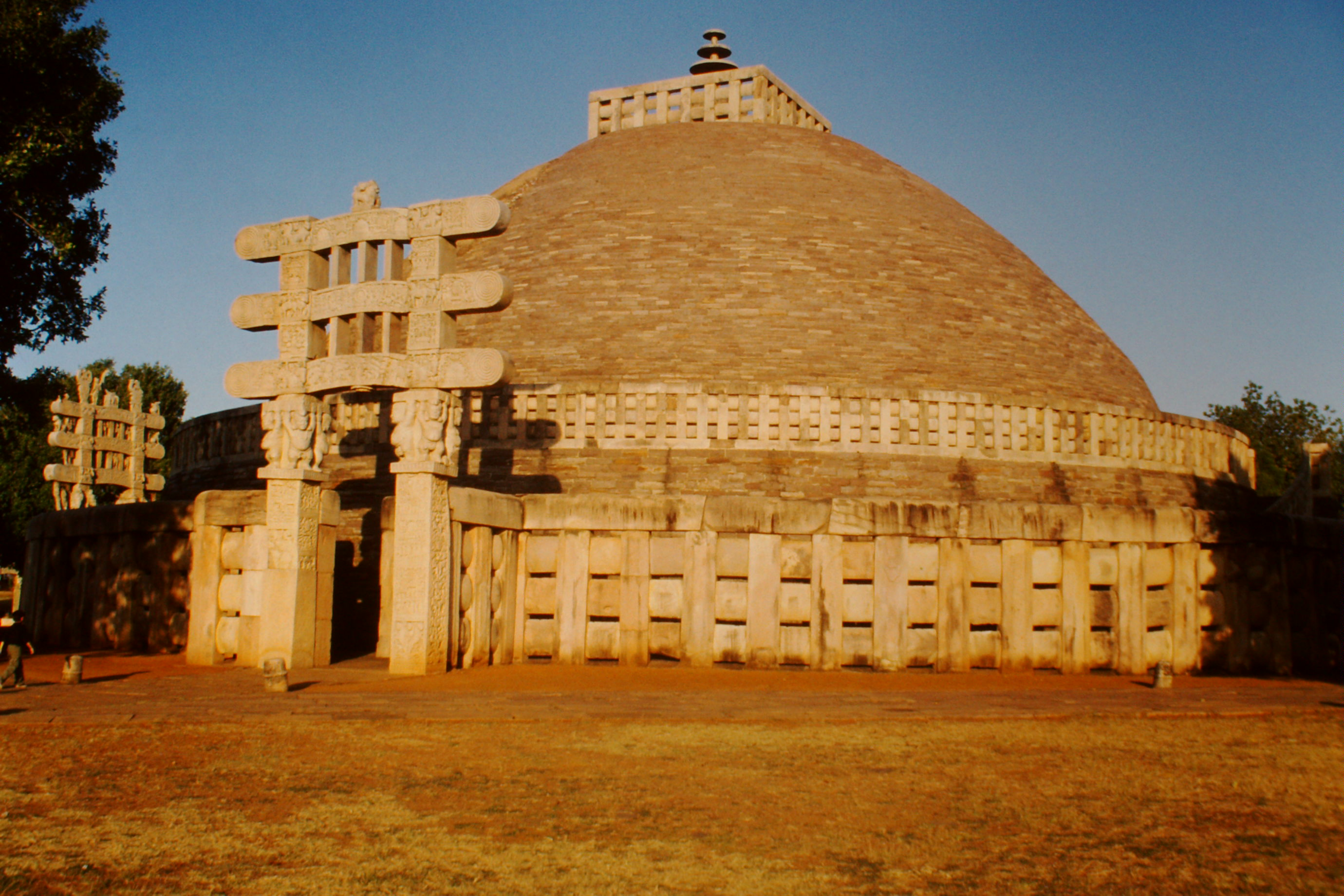
Nagy Sztúpa
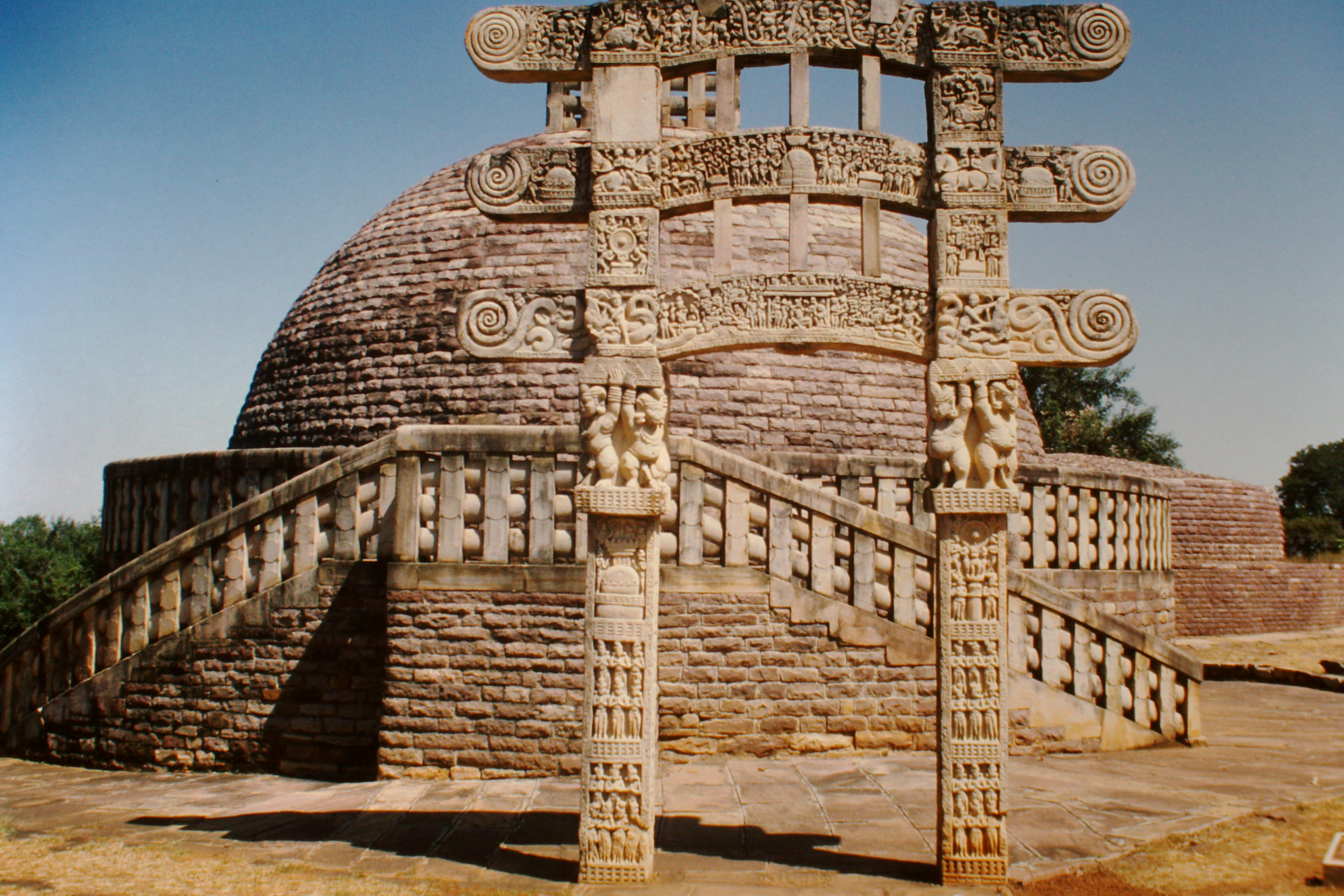
3. számú sztúpa
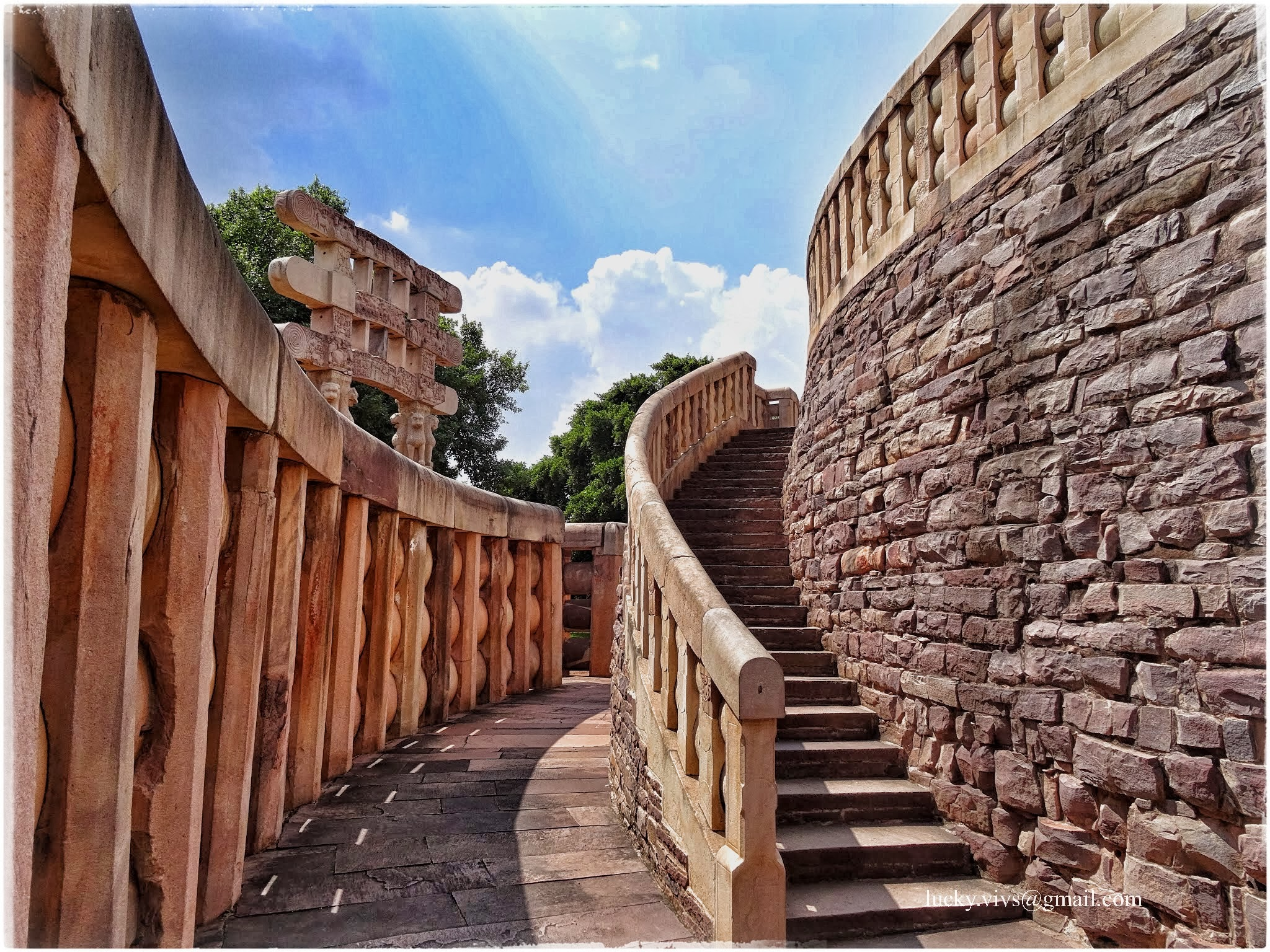
Nagy Sztúpa
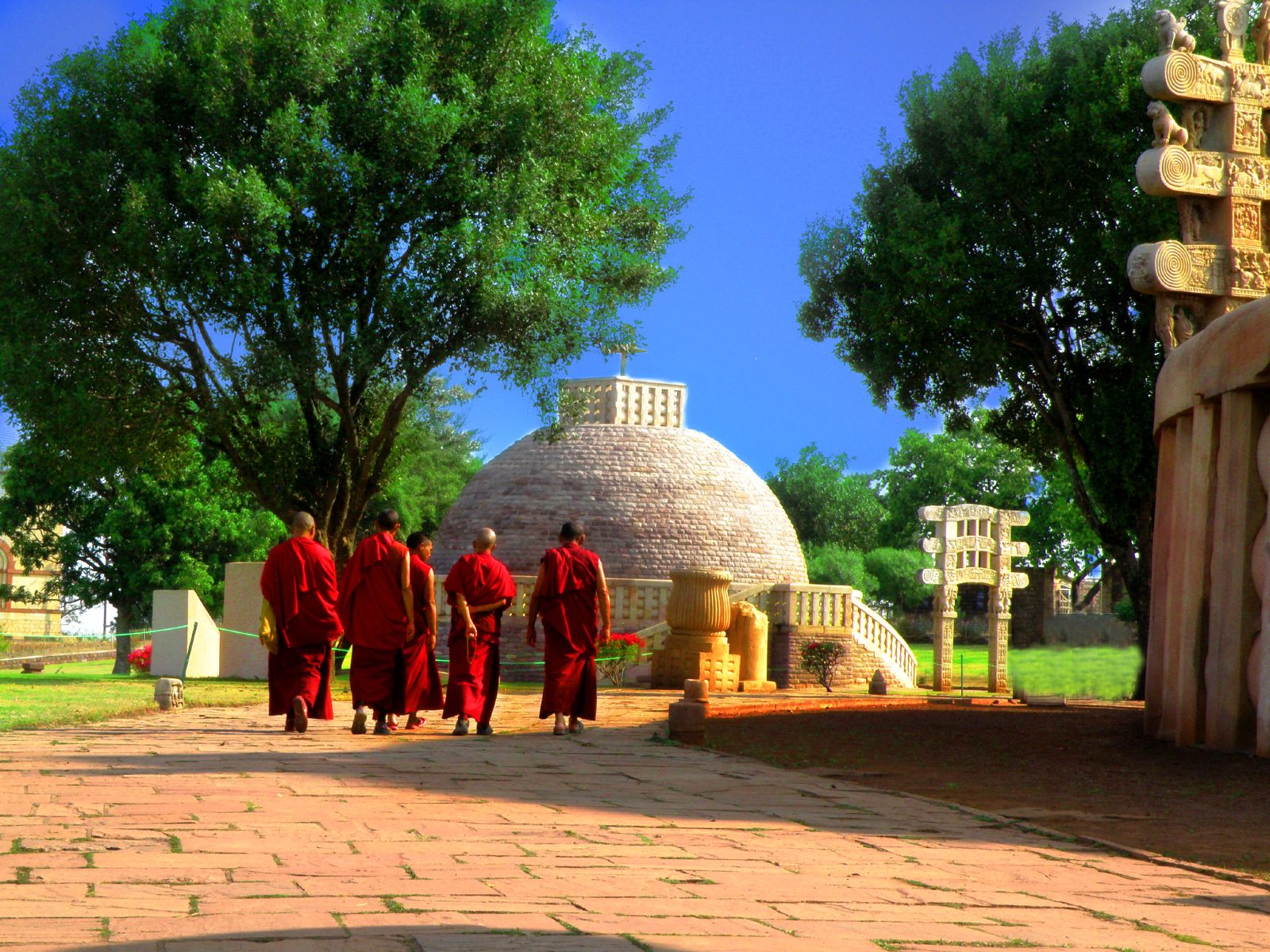
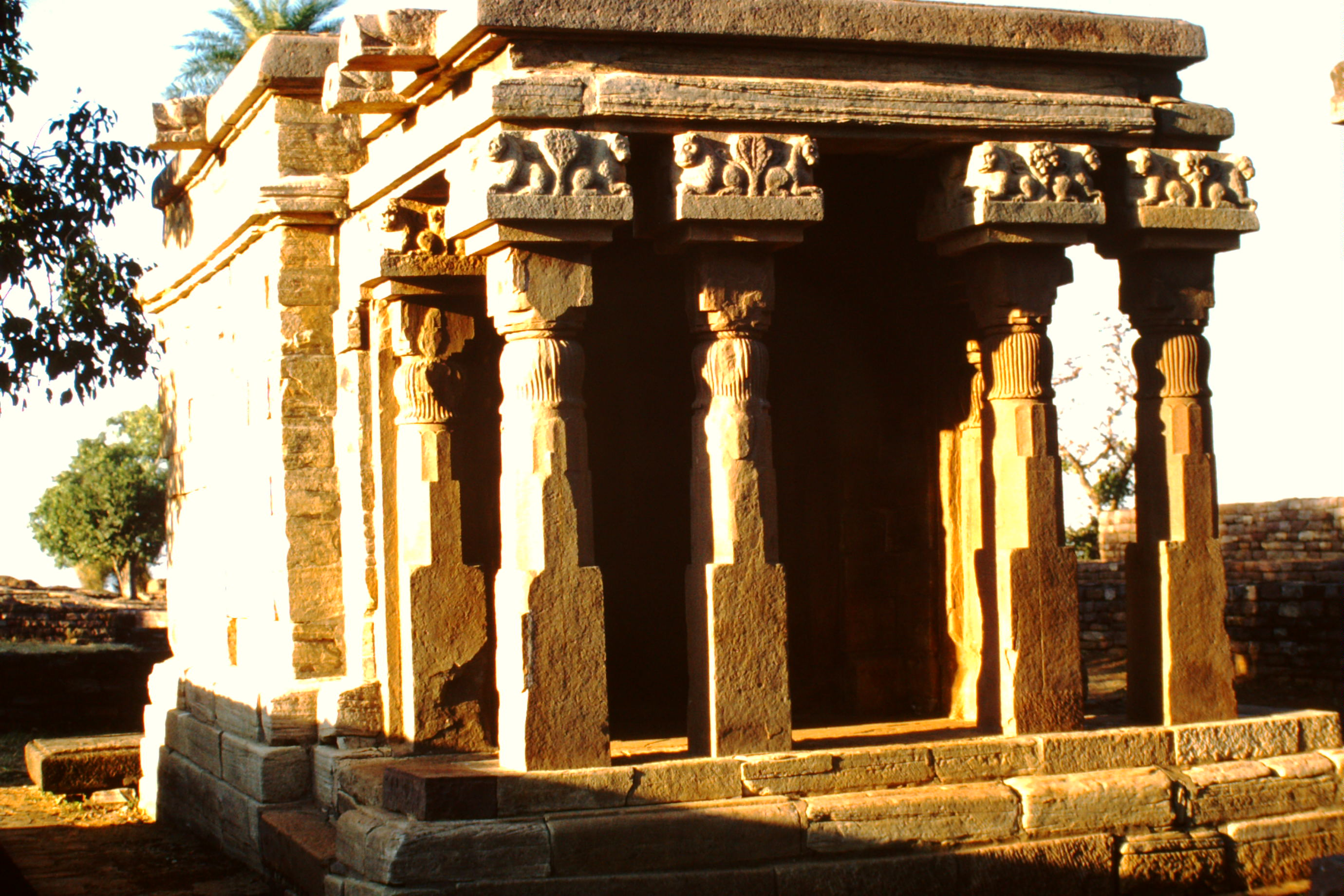
17. számú templom
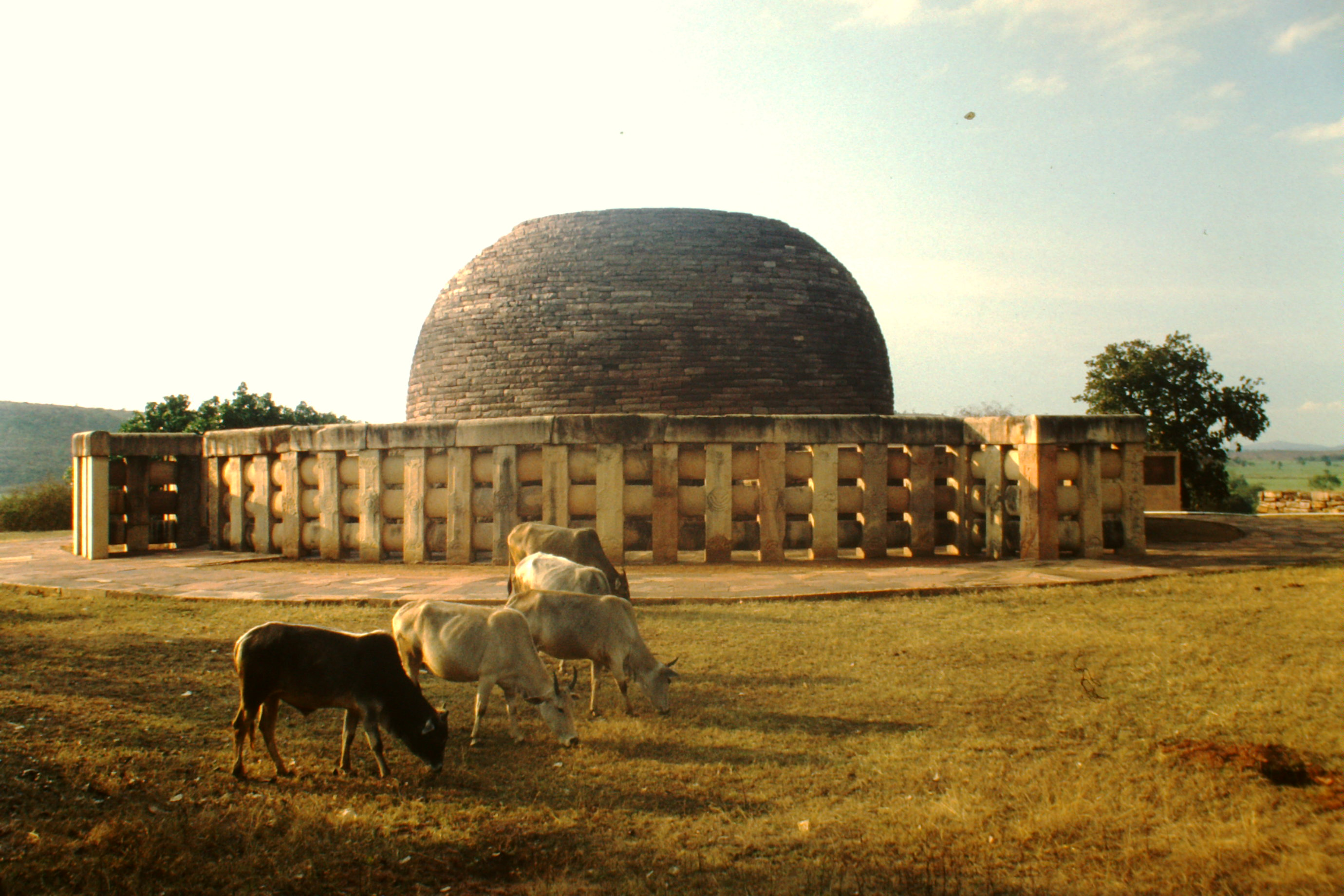
2. számú sztúpa
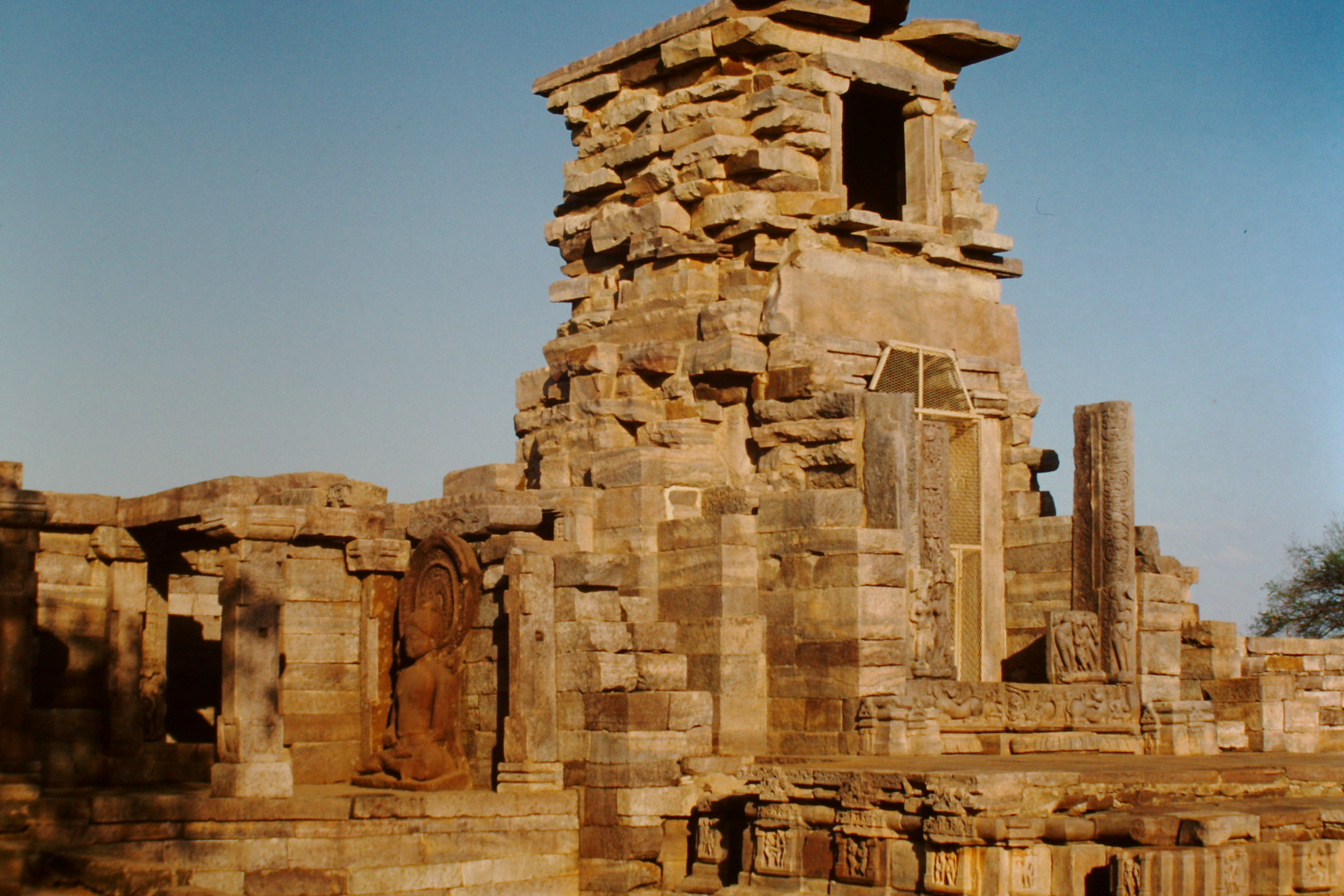
45. számú templom
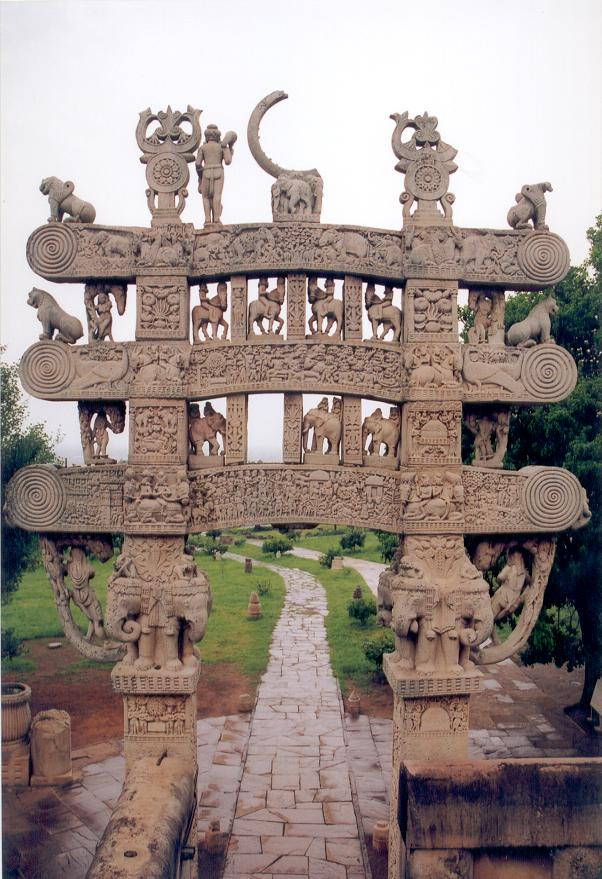
Kapu

## Fordítás
Ez a szócikk részben vagy egészben  a   Sanchi című angol Wikipédia-szócikk fordításán alapul.  Az eredeti cikk szerkesztőit annak laptörténete sorolja fel. Ez a jelzés csupán a megfogalmazás eredetét és a szerzői jogokat jelzi, nem szolgál a cikkben szereplő információk forrásmegjelöléseként.